# Ashley Hinson
Ashley Hinson (ur. 27 czerwca 1983 w Des Moines) – amerykańska polityk i dziennikarka, członkini Partii Republikańskiej i od 2021 roku kongreswoman reprezentująca pierwszy dystrykt stanu Iowa.

## Biografia
Otrzymała tytuł licencjata dziennikarstwa telewizyjnego na Uniwersytecie Południowej Kalifornii. Zanim podjęła działalność polityczną była reporterką KCRG-TV w Cedar Rapids. Za swoje osiągnięcia reporterskie dwukrotnie otrzymała regionalną nagrodę Emmy na Środkowym Zachodzie. 
W latach 2017–2021 zasiadała w Izbie Reprezentantów stanu Iowa, aż w 2021 roku została wybrana do kongresu Stanów Zjednoczonych, aby reprezentować pierwszy dystrykt stanu Iowa.

## Życie prywatne
Jest matką dwóch synów. Regularnie gra na skrzypcach w swoim bezdenominacyjnym kościele ewangelikalnym – Antioch Christian Church.